# Rheumaptera affirmata
Rheumaptera affirmata är en fjärilsart som beskrevs av Achille Guenée 1858. Rheumaptera affirmata ingår i släktet Rheumaptera och familjen mätare. Inga underarter finns listade.